# خوش منظر (ألاداغ)
خوش منظر (بالفارسية: خوش‌منظر) هي قرية تقع في إيران في قسم ألاداغ الريفي. يقدر عدد سكانها بـ 247 نسمة .